# Gimme Some Truth

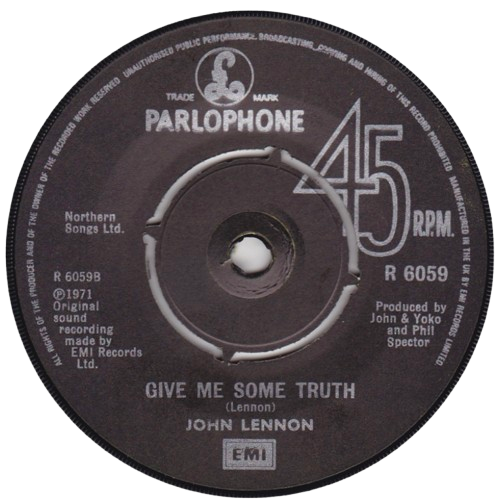

Gimme Some Truth o Give Me Some Truth, come indicata originariamente sulla copertina dell'album Imagine del 1971, è una canzone di protesta scritta ed eseguita del cantautore britannico John Lennon.
Ben prima dello scandalo Watergate, l'ex Beatle scrisse questa violenta invettiva contro l'allora Presidente degli Stati Uniti Richard Nixon, accusato di ipocrisia e di aver favorito l'escalation della Guerra del Vietnam. Lo stesso Nixon cercherà in tutti i modi di far espellere Lennon dagli USA, anche servendosi di indagini dell'FBI che sorvegliò realmente Lennon aprendo un dossier su di lui.

## Il brano
Il brano venne originariamente pubblicato sull'album Imagine nel 1971. Come altre svariate canzoni presenti sul disco, Gimme Some Truth contiene espliciti riferimenti politici tipici dell'epoca nella quale venne scritta, cioè durante gli ultimi anni della guerra del Vietnam. Successivamente il brano venne pubblicato anche su singolo postumo come lato B del brano Love nel 1982.

### Origine
Lennon iniziò a lavorare alla canzone quando ancora era nei Beatles nel gennaio 1969 durante le sedute di registrazione per l'album Get Back/Let It Be. Registrazioni bootleg della band mentre esegue la canzone sono disponibili sul mercato non ufficiale dei dischi pirata.

### Significato
Il testo del brano esprime il risentimento e la frustrazione di Lennon nei confronti dei politici conservatori: «No short-haired yellow-bellied sons of Tricky Dicky» ("Nessun biondino panciuto e con i capelli corti figlio di Dicky l'imbroglione"), dell'ipocrisia, e dello sciovinismo: «Tight-lipped condescending mommy's little chauvinists» ("sbaciucchianti, accondiscendenti piccoli sciovinisti di mamma"). La canzone contiene alcuni sentimenti di protesta tipici dell'epoca nella quale fu composta, quando le persone partecipavano in massa a raduni di protesta contro il governo per il coinvolgimento dello stesso nella guerra in Vietnam.

## Formazione
- John Lennon - voce
- George Harrison - chitarra elettrica, slide guitar
- Nicky Hopkins - pianoforte
- Rod Linton - chitarra acustica
- Andy Davis - chitarra acustica
- Klaus Voormann - basso
- Alan White - batteria

## Cover
- Il gruppo di Billy Idol Generation X registrò una cover della canzone come B-side del loro singolo King Rocker del 1978. La traccia apparve nella versione USA del loro omonimo album di debutto[1] e anche come bonus track nella versione rimasterizzata dell'album Valley of the Dolls (1979).
- I Wonder Stuff inclusero Gimme Some Truth nella versione estesa del loro album del 1989 Hup.
- Sam Phillips registrò una versione della canzone per il suo album Martinis & Bikinis del 1994.[2]
- Gli Ash come B-side del singolo Angel Interceptor nel 1995.
- I Travis come B-side del singolo More Than Us, pubblicato nel 1998.
- I Pearl Jam eseguirono il brano in diversi loro concerti, come ad esempio nel 2003 durante l'inizio della guerra in Iraq. In questa particolare occasione (8 luglio 2003) al Madison Square Garden, Eddie Vedder sostituì "Georgie Porgie" (George W. Bush) a "Tricky Dicky" (Richard Nixon) in una strofa, e anche "no blood for oil" al posto di "money for rope".[3]
- Nella compilation del 2007 Instant Karma: The Amnesty International Campaign to Save Darfur, il frontman dei The Wallflowers Jakob Dylan (figlio di Bob Dylan) eseguì la canzone con Dhani Harrison (figlio di George Harrison) alla chitarra solista. Sullo stesso album la band messicana Jaguares eseguì un'altra cover della canzone di Lennon.
- I Primal Scream pubblicarono una cover del brano come lato b del singolo Country Girl del 2006.
- Matthew Sweet & Susanna Hoffs pubblicarono la loro versione congiunta del brano sull'album Under the Covers, Vol. 2 del 2009.[4]
- I Kula Shaker pubblicarono una cover del brano come singolo nel 2022.[5]

## Altre opere ispirate al titolo della canzone
- Un documentario del 2000 che illustra le sessioni di registrazione e l'evoluzione dell'album Imagine si intitola Gimme Some Truth: The Making of John Lennon's Imagine Album.
- Il libro del 1999 di Jon Wiener Gimme Some Truth: The John Lennon FBI Files, racconta del tentativo di Nixon di far espellere Lennon dagli Stati Uniti nel 1972.[6]